# مصباح الكفعمي
مصباح الكفعمي هو الاسم الذي اشتهر به كتاب (جُنة الأمان الواقية وجَنة الإيمان الباقية) الذي ألفه الشيخ الكفعمي (رحمه الله) المتوفى سنة 905 هـ، وكان ألفه بعد تأليفه كتابه البلد الأمين وفي الواقع يمكن أن يُقال بأنه تلخيص له . ولعل الشبه الذي بينه وبين كتاب الشيخ الطوسي وهو مصباح المتهجد ، عُرف بهذا الاسم، ولذلك كُتب عليه في طبعاته الأخيرة (المصباح في الأدعية والصلوات والزيارات) . ضمّنه الشيخ الكفعمي أدعية وزيارات وبعض الإضافات وما يتعلق بالأشهر القمرية، مضافاً إلى بعض النكات الأدبية التي ذكرها في الفصل 50 منه .

## حول المؤلف
المؤلف هو الشيخ تقي الدين إبراهيم بن زين الدين علي الحارثي اللويزي الجبعي، أحد علماء القرن العاشر الهجري، وُلد في (كفعم) إحدى قرى جبل عامل في لبنان . كان محدّثاً، أديباً، وشاعراً، وكان من كبار الشخصيات الشيعة في عصره. كان ذا مهارة وفنّ في الفصاحة والبلاغة، وكان متضلّعاًً في علوم شتى.
وله عدّة مؤلفات تركها في فنون مختلفة.

### تاريخ تأليف الكتاب
ذكر الشيخ الكفعمي في الخاتمة أنه انتهى منه "يوم الثلاثاء لثلاث ليال بقين من شهر ذي القعدة الحرام سنة 895 هـ .

## قيمة الكتاب ومكانته
حاز مصباح الكفعمي على مكانة وحظي بقبول في الأوساط الشيعية منذ بدايات ظهوره بحث عُرف وانتشر واستُنسخ مرات ومرات في حياة مؤلفه وبعدها وإلى اليوم تتوالى طبعاته وتتعدد . وإن كثرة اشتهار هذا الكتاب تكفينا مؤنة التكلف في وصف مضمونه .
قال الشيخ الكفعمي في المقدمة : «وقد جمعته من كتب معتمد على صحتها مأمور بالتمسك بوثقى عروتها لا يُغيرها كر العصرين ولا مر الملوين شعر كتب كمثل الشمس يكتب ضوئها ومحلها فوق الرفيع الا رفع عظمت وجلت إذ حوت لمفاخر ابدا سواها في الورى لم يجمع وهي مذكورة عند نفايح نشر مسك ختامه ومزبورة عند تناهى ضياء بدر تمامه وسميته (جُنة الأمان الواقية وجَنة الايمان الباقية)».

## تحقيق حول الكتاب
مصباح الكفعمي هو ملخص لمجموعة من الأبحاث مستقاة من 238 مصدر، ومع ذلك تم اختصار هذا الكتاب كما ذكر آغا بزرك الطهراني ، قال :
(الجنة الواقية والجنة الباقية) مختصر لطيف في الأدعية والأوراد في أربعين فصلاً... واسمه هذا مختصر عن اسم المصباح الكبير للكفعمي الموسوم ب‍(جنة الأمان الواقية) ... والمؤلف للأصل والمختصر شخص واحد وهو الشيخ تقى الدين إبراهيم الكفعمي ... وهو محتو على عوذ، ودعوات إلى آخر الموجود في المختصر.

## محتوياته وترتيبه
يحتوي مصباح الكفعمي على 50 فصلاً في مواضيع الصلوات الواجبة والمستحبة وتعقيبات الصلوات وسائر الأدعية ن وأعمال اليوم الليلة، وأعمل الأشهر، و تواريخ الأئمة ولادة ووفاة، وبعض المقاطع الأدبية والبلاغية .
قال الشيخ الكفعمي في المقدمة : رتبته على عده فصول:
1. الفصل الأول : في وصية الميت وما يتعلق به .
2. الفصل الثاني : في ما يتعلق بأمر الخلاء و الوضوء والغسل ودخول المسجد .
3. الفصل الثالث : في ذكر الأذان والإقامة والتوجه إلى الصلاة .
4. الفصل الرابع : في ي ذكر الصلوات اليومية ونوافلها .
5. الفصل الخامس : في الأدعية عقيب كل فريضة .
6. الفصل السادس : في سجدتي الشكر وما يقال فيهما .
7. الفصل السابع : في تعقيب صلاة الظهر .
8. الفصل الثامن : في تعقيب صلاة العصر .
9. الفصل التاسع : في تعقيب صلاة المغرب .
10. الفصل العاشر : في تعقيب صلاة العشاء .
11. الفصل الحادي عشر : فيما يعمل عند النوم .
12. الفصل الثاني عشر : فيما يُعمل ليلاً .
13. الفصل الثالث عشر :في ذكر الاستغفار في السحر وغيره .
14. الفصل الرابع عشر : في تعقيب صلاة الصبح .
15. الفصل الخمس عشر : في ما يقال في كل يوم .
16. الفصل السادس عشر : في أدعية الصباح والمساء .
17. الفصل السابع عشر : في أدعية الليالي والأيام وتسابيحها وعوذها .
18. الفصل الثامن عشر : في أدعية الآلام وعلل الأعضاء وحل المربوط والحي .
19. الفصل التاسع عشر : في الأدعية للأبوين والولد والإخوان .
20. الفصل العشرون : في أدعية الأرزاق .
21. الفصل الحادي والعشرون : في أدعية الديون ووجع العيون .
22. الفصل الثاني والعشرون : في أدعية الديون ووجع العيون .
23. الفصل الثاني والعشرون : في أدعية المسجون وأدعية الضالة والآبق .
24. الفصل الثالث والعشرون : في أدعية السفر وما يتعلق به .
25. الفصل الرابع والعشرون : في ذكر آيات الحرس والاستكفاء، وآيات الحظ، وآيات الشفاء وكيفية الاحتجابات بالحصيات من الآفات وآيات فيها فوايد متفرقات .
26. الفصل الخامس والعشرون : في الدعاء على العدو .
27. الفصل السادس والعشرون : في الحجب والعوذ والهياكل .
28. الفصل السابع والعشرون : في أدعية الأمن من السحر والشياطين وعتاة السلاطين ومخاوف الخائفين .
29. الفصل الثامن والعشرون : في أدعية لها أسماء معروفة .
30. الفصل التاسع والعشرون : في أدعية مأثورة مشهورة ليس لها أسماء مذكورة .
31. الفصل الثلاثون : في أدعية منسوبة إلى الأنبياء والأئمة (عليهم السلام) .
32. الفصل الحادي والثلاثون : في ما روى في ذكر الاسم الأعظم .
33. الفصل الثاني والثلاثون : في الأسماء الحسنى وشرحها وبعض خواصها .
34. الفصل الثالث والثلاثون : في المناجاة لله (عزّ وجل) نظماً ونثراً .
35. الفصل الرابع والثلاثون : في طلب التوبة والعفو من الله تعالى وان يعوض من له عنده تبعة ومظلمة .
36. الفصل الخامس والثلاثون : في الاستخارات .
37. الفصل السادس والثلاثون : في صلوات الحوايج والأدعية في ذلك ورقاع الاستغاثات .
38. الفصل السابع والثلاثون في صلوات الليالي والأيام و، صلاة كل يوم وشهر وعام، وصلوات متفرقات تدخل في حيّز هذا المقام .
39. الفصل الثامن والثلاثون : في فضل يوم الجمعة وما يعمل فيه .
40. الفصل التاسع والثلاثون : في ذكر ثواب سور القرآن وذكر شيء من خواصها وخواص آياتهما والدعاء عند ختم القرآن .
41. الفصل الأربعون : في ذكر ثواب الصوم والأيام التي يستحب صومها في السنة نثراً ونظماً .
42. الفصل الحادي والأربعون : في الزيارات .
43. الفصل الثاني والأربعون في ذكر الشهور الإثني عشر وذكر أيام الأسبوع والفصول الأربعة وذكر أحوال النبي ﷺ و فاطمة والأئمة الاثني عشر (عليهم الصلاة والسلام) في جدول لطيف .
44. الفصل الثالث والأربعون : فيما يعمل في رجب .
45. الفصل الرابع والأربعون : فيما يعمل في شعبان .
46. الفصل الخامس والأربعون : فيما يعمل في شهر رمضان .
47. الفصل السادس والأربعون : فيما يعمل في شوال .
48. الفصل السابع والأربعون : فيما يعمل في ذي القعدة .
49. الفصل الثامن والأربعون : فيما يعمل في ذي الحجة .
50. الفصل التاسع والأربعون : في الخطب .
51. الفصل الخمسون : في آداب الداعي (وهو خاتمة الكتاب) .